# Marisha Pessl
Marisha Pessl (Clarkston, Míchigan, 26 de octubre de 1977) es una escritora estadounidense de thrillers.

## Biografía
Nació en Clarkston, Míchigan, hija de Klaus, un ingeniero austriaco de General Motors, y Anne, quienes se divorciaron cuando ella tenía tres años. Se mudó a Asheville, Carolina del Norte, con su madre y hermana. Recibió lecciones de pintura, jazz, y francés.  Pessl fue al Instituto de Asheville u se graduó en 1995. Estudió dos años en la Universidad Northwestern antes de irse al Barnard College, donde se graduó en Literatura inglesa.
Después trabajó como asesora financiera en PricewaterhouseCoopers, mientras escribía en su tiempo libre.  Después de que dos novelas fallidas, Pessl empezó a escribir una tercera novela en 2001 sobre la relación entre una hija y su controlador padre.  Pessl Completó la novela, Special topics in calamity physic en 2004 y fue publicado en 2006 con buenas críticas y traducido a treinta lenguas, ganó el premio John Sargent Sr a mejor novela de debut y se convirtió en un New York Times Best Seller.
Su segunda novela, Última sesión, es un ejemplo de literatura ergódica donde se mezcla texto con multitud de fotos, páginas web y recortes de periódicos. se ha publicado en España por Random House en 2015.

## Libros

### Novelas
- Special topics in calamity physics, Penguin, 2006, ISBN 9781101218808
- Última sesión, Random House, ISBN 9780307368225